# Nils Kröger
Nils Kröger, född 1709, död 3 juni 1775, var en svensk borgmästare.

## Biografi
Nils Kröger föddes 1709. Han var son till landskamreraren Nils Kröger och Magdalena Wart. Kröger blev 1745 borgmästare i Piteå stad och var riksdagsman för borgarståndet vid riksdagen 1751–1752, riksdagen 1755–1756, riksdagen 1760–1762 och riksdagen 1771–1772. Han avled 1775.

### Familj
Kröger gifte sig 1746 med Gertrud Sophia Solander (död 1747), dotter till kyrkoherden Daniel Solander i Piteå landsförsamling och Sophia Catharina Lundia.